# 서송 (청나라)

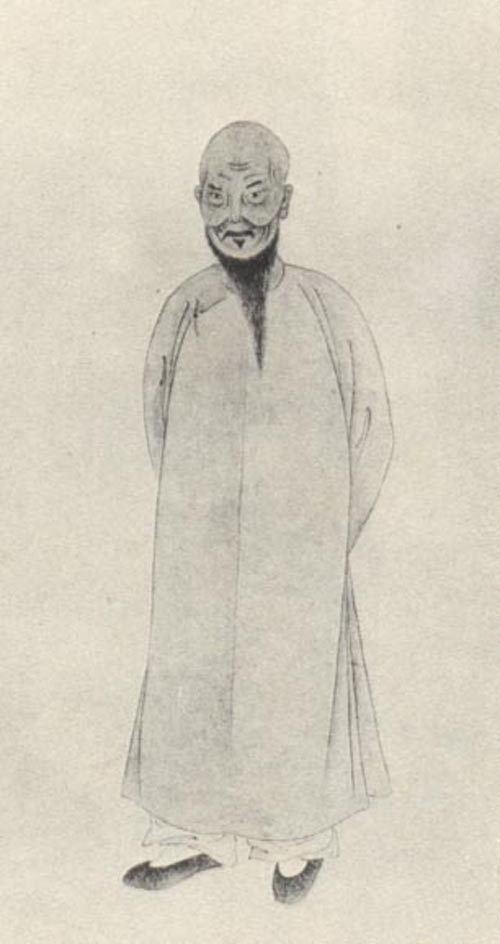
서송

서송(徐松, 1781년 ~ 1848년)은 청나라(淸)의 역사가이다. 자는 성백(星伯), 맹품(孟品)이다.

## 생애
건륭(乾隆) 46년(1781년)에 저장성(浙江省) 소흥(紹興)에서 태어났으며, 어려서부터 수도 베이징(北京)에서 관료 생활을 했었던 아버지를 따라 베이징으로 이주해 순천부(順天府) 대흥현(大興縣)에 살았다.
가경(嘉慶) 10년(1805년) 서송은 과거에 급제하여 한림원(翰林院)에서 근무하게 되었으며, 가경 14년(1809년)에 문영관(文穎館)에서 이루어진 《전당문》(全唐文) 편찬 작업에서 제조(提调) 겸 총찬관(總纂官)을 맡았다. 또한 《영락대전》(永樂大典)에서 인용된 송 왕조에 관련된 내용을 발췌한 《송회요집고》(宋會要輯稿) 500권을 비롯하여 《하남지》(河南志), 《중흥예서》(中興禮書)를 지었고, 또한 당대(唐代) 장안(長安)과 낙양(洛陽)의 수도를 연구한 《당양경성방고》(唐兩京城坊考)와 《등과기고》(登科記考)를 지었으며, 후에 후난(湖南)에서 한림독학(翰林督學)을 지냈다.
가경 16년(1811년) 11월 22일, 예부급사중(礼部给事中) 조신진(趙愼畛)이 서송이 과거시험 과정에서 저지른 부정에 대해 탄핵했고, 서송은 가경 17년(1812년) 이리(伊犁)로 유배되었다. 그곳에서 이리 장군 송균(松筠)의 후대를 받았다고 하며, 가경 20년(1815년) 서송은 텐산(天山)을 넘어 아커쑤, 투루판, 우루무치를 돌아보고 《신강부》(新疆赋)를 지었고, 가경 24년(1819년) 지리학 전서인 《서역수도기》(西域水道記) 12권을 지었으며, 《한서 서역전 보주》(漢書西域傳補注)를 완성하였다. 그 해에 서송은 풀려났다.
가경 25년(1821년) 앞서 기운사(祁韵士)가 주관해 편찬했던 《서수총통사략》(西陲總统事略) 12권을 토대로 《신강신략》(新疆識略)을 지었다. 그 뒤로 내각중서(內閣中書), 예부주사(禮部主事)에 낭중(郎中), 감찰어사(监察御史), 유림부지부(榆林府知府) 등의 직을 역임하였고, 도광(道光) 28년(1848년)에 사망하였다.

## 같이 보기
- 고증학